# Panicum ephemerum
Panicum ephemerum är en gräsart som beskrevs av Stephen Andrew Renvoize. Panicum ephemerum ingår i släktet vipphirser, och familjen gräs. Inga underarter finns listade i Catalogue of Life.